# Мірошкінська сільська рада
Міро́шкінська сільська рада (рос. Мирошкинский сельский совет) — сільське поселення у складі Первомайського району Оренбурзької області Росії.
Адміністративний центр — село Мірошкіно.

## Населення
Населення — 721 особа (2019; 874 в 2010, 1047 у 2002).

## Склад
До складу сільської ради входять:
| Населений пункт      | Населення, осіб (2002) | Населення, осіб (2010) |
| -------------------- | ---------------------- | ---------------------- |
| Малочаганськ, селище | 104                    | 71                     |
| Мірошкіно, село      | 943                    | 803                    |